# Гельмут-Берт Ріхард
Гельмут-Берт Ріхард (нім. Hellmuth-Bert Richard; 2 березня 1917, Гільдесгайм — 21 вересня 1942, Данцизька затока) — німецький офіцер-підводник, оберлейтенант-цур-зее крігсмаріне.

## Біографія
3 квітня 1936 року вступив на флот. В жовтні 1938 року відряджений в авіацію. В січні-травні 1941 року пройшов курс підводника. З 26 червня 1941 року — 1-й вахтовий офіцер на підводному човні U-453. В березні-травні 1942 року пройшов курс командира човна. З 20 червня 1942 року — командир U-446. 21 вересня 1942 року U-446 затонув у Данцизькій затоці (54°27′ пн. ш. 18°55′ сх. д.) підірвавшись на міні британського мінного поля Privet II. 18 членів екіпажу були врятовані, 23 (включаючи Ріхарда) загинули.

## Звання
- Кандидат в офіцер (3 квітня 1936)
- Морський кадет (10 вересня 1936)
- Фенріх-цур-зее (1 травня 1937)
- Оберфенріх-цур-зее (1 липня 1938)
- Лейтенант-цур-зее (1 жовтня 1938)
- Оберлейтенант-цур-зее (1 жовтня 1940)